# Say Cheese and Die!
Say Cheese and Die! (No Brasil: Sorria e Morra e em Portugal: O Sorriso da Morte) é um dos livros da série Goosebumps, escrita por R.L. Stine. O livro possui uma continuação de enredo em Sorria e Morra... Outra Vez! (Brasil).

## Personagens
- Greg Banks ... Amigo de Shari, Michael e Doug e é o protagonista da história.
- Shari Walker ... Amiga de Greg. Invade a casa abandonada junto com seus amigos.
- Doug Arthur ... Conhecido como Pardal pelos amigos. Joga Baseball em um time amador.
- Michael Warner ... Sofre um acidente quando é fotografado na casa abandonada por Greg.
- Fritz Frederick ... Conhecido como Aranhão, é um mendigo que mora na casa abandonada.

## Enredo
Greg encontra uma câmera onde tudo que é filmado sai de um jeito estranho. Quando ele tira uma foto do carro de Michael, ele sai todo quebrado. Na foto será que essa câmera vê o futuro ou faz as fotos estranhas serem reais ?!